# Наукове
Нау́кове (до 2024 року — Першотравневе) — селище в Україні, у Південноміській громаді Харківського району Харківської області. Населення становить 318 осіб. До 2020 року орган місцевого самоврядування — Південна міська рада.

## Географія
Селище Наукове розташоване за 1 км від міста Південне, 2 км від селища Високий та 3 км від міста Мерефа. Поруч пролягає автошлях міжнародного значення  М18E105.

## Історія
19 вересня 2024 року Верховна Рада підтримала перейменування селища Першотравневе на Наукове. 26 вересня 2024 року перейменування набуло чинності.

## Населення

### Мова
Розподіл населення за рідною мовою за даними перепису 2001 року:
| Мова            | Кількість | Відсоток |
| --------------- | --------- | -------- |
| українська      | 276       | 86.79%   |
| російська       | 40        | 12.58%   |
| інші/не вказали | 2         | 0.63%    |
| Усього          | 318       | 100%     |